# Belem (album)
Pour les articles homonymes, voir Belém (homonymie).
Albums de Laurent Voulzy
Alain Souchon & Laurent Voulzy
(2014)
Belem, paru en septembre 2017, est le huitième album studio de Laurent Voulzy publié chez Columbia Records.

## Genèse
Passionné depuis toujours par la musique brésilienne, dont on trouve des influences dans certaines de ses chansons telles Meu samba pra voce (une samba chantée en brésilien qui se conclut avec le bruit de mer, sur l'album Bopper en larmes), Le Rêve du pecheur, Le soleil donne ou Slow Down, Laurent Voulzy se décide à consacrer un album entier à celle-ci après que le projet par Philippe Baden Powel, pianiste et fils du guitariste Baden Powell, d'un album de reprises de certains de ses titres en brésilien, notamment Rockollection, n'ait pas vu le jour il y a quelques années. Désireux de faire renaître le projet, Voulzy réalisera finalement cet album auquel participe Philippe Baden Powell sur quelques titres. La suite Spirit of Samba reprend d'ailleurs la construction de Rockollection en proposant un florilège des plus belles musiques brésiliennes, reliées par des paroles françaises, écrites par Alain Souchon parmi lesquelles on retiendra « Pour le cœur la samba c'est bien / Les gens malheureux le sont moins ».
Malgré sa passion pour le Brésil, Laurent Voulzy ne s'était jamais rendu dans ce pays qu'il a enfin découvert à l'occasion de la réalisation de l'album. Il raconte cette découverte dans le titre Rio. Quatre titres ont été enregistrés sur la plage de Grumari à Rio de Janeiro, avec le son du vent et du ressac en bruit de fond sur lequel l'album s'ouvre et se termine : Timides (une chanson qu'il avait composée lorsqu'il était adolescent), Tombée du jour sur la plage de Grumari (une improvisation instrumentale inspirée par le lieu), Minha Song of You (adaptation, chantée avec Nina Miranda, de My Song Of You un titre que Voulzy indique avoir composé en hommage à Astrud Gilberto) et Quand le soleil se couche qui se poursuit au-delà de la chanson par les seuls sons de la mer. La chanson qui donne son titre à l'album, Belem, est paradoxalement la seule qui ne soit pas d'influence brésilienne. Laurent Voulzy avait demandé à Alain Souchon d'écrire une chanson évoquant la ville de Belém au nord du Brésil et le trois-mâts Belem construit pour la flotte des Antillais. Souchon a évoqué d'autres liens : la Tour de Belém à Lisbonne, la forêt de Bellême (Orne), proche de la résidence de Voulzy, ajoutant que Belem vient à l'origine de Bethléem,,.

## Chansons
1. Timides (03:36)
2. Belem (03:41)
3. Tombée du jour sur la plage de Grumari (03:51)
4. Minha Song of You (04:01) avec Nina Miranda
5. Amor Jujuba (03:21) avec Philippe Baden Powell
6. Rio (03:57)
7. Spirit of Samba (Part 1) (05:42) avec Chyler Leigh, Nina Miranda, Luisa Maita, Eloisia
8. Spirit of Samba (Part 2) (07:18) avec Chyler Leigh, Nina Miranda, Luisa Maita, Eloisia
9. Spirit of Samba (Part 3) (04:55) avec Philippe Baden Powell
10. Quand le soleil se couche (12:24) (dont près de dix minutes avec le seul bruit du ressac).

## Classement hebdomadaire
| Classement (2017)            | Meilleure position |
| ---------------------------- | ------------------ |
| Belgique (Wallonie Ultratop) | 4                  |
| France (SNEP)                | 6                  |
| Suisse (Schweizer Hitparade) | 31                 |